# Tipula (Tipula) frater
Tipula (Tipula) frater is een tweevleugelige uit de familie langpootmuggen (Tipulidae). De soort komt voor in het Afrotropisch gebied.